# Poznań Dębiec
Poznań Dębiec – przystanek osobowy na poznańskim Dębcu na linii kolejowej nr 271 Wrocław Główny - Poznań Główny. Według klasyfikacji PKP ma kategorię dworca aglomeracyjnego. Przystanek znajduje się na szlaku kolejowym pomiędzy stacjami Luboń koło Poznania – Poznań Główny.

## Ruch pasażerski
| Rok  | Wymiana pasażerska na dobę |
| ---- | -------------------------- |
| 2018 | 700-999                    |
| 2022 | 700-999                    |
| 2023 | 1 100                      |

W roku 2018 przystanek obsługiwał 700–1000 pasażerów na dobę.
W czerwcu 2012 r. w ramach akcji Gra kolorów dworzec na przystanku Poznań Dębiec został pomalowany przez ochotników według projektu autorstwa Pawła Kozłowskiego Swanskiego.